# Radha

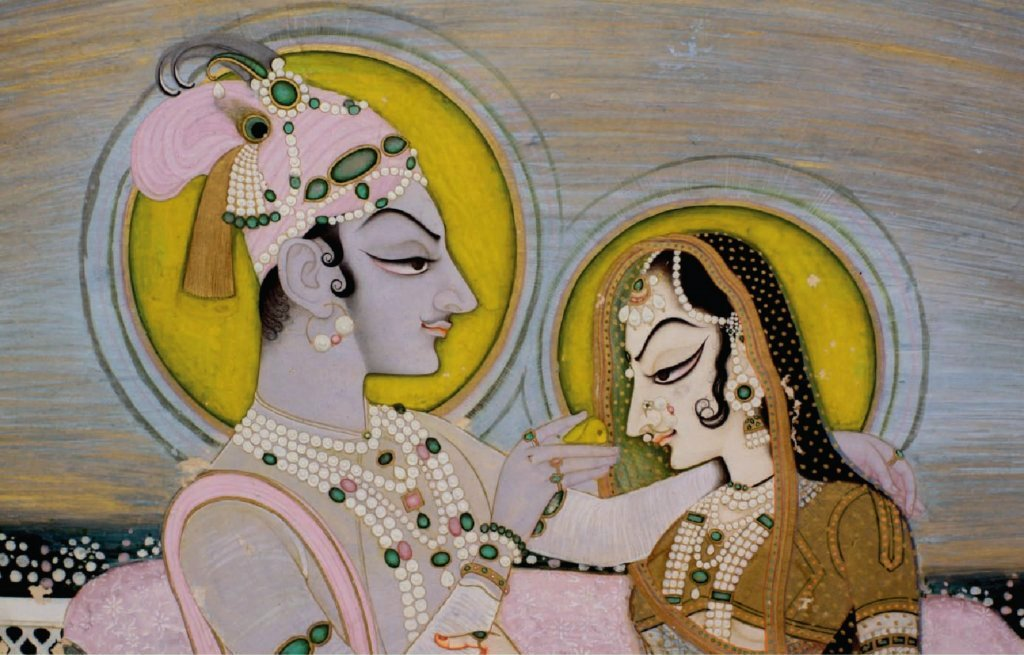
Radha et Krishna. Détail d'une œuvre (vers 1760) attribuée au peintre rapjput Nihal Chand (1710–1782).

Radha (devanāgarī: राधा ; IAST: Rādhā, «celle qui plaît»), également appelée Radhika, Radharani ou Radhikarani, est, dans le Bhagavata Purana, une des gopis, amie d’adolescence  et amante de Krishna, ,  (déjà mariée, elle n'est pas l'épouse du dieu). Elle est presque toujours représentée auprès de Krishna et a une importance prédominante dans le Vaishnava (vishnouisme) en tant que shakti (ses avatârs sont nombreux, autant dans son aspect de beauté enchanteresse liée au plaisir érotique, que comme source de passions extrêmes).

## Origine et histoire
Radha, dont le nom signifie « prospérité, succès », est un symbole de l'âme du bhakta (dévot) qui cherche son Dieu-amant afin de s'unir à lui. Elle apparaît assez tard dans le krishnaïsme.  En effet, son culte se développe durant le Moyen Âge indien. Radha, que les légendes antiques ne connaissent pas — ce qui souligne la nouveauté du culte — accompagne la transformation de l'hindouisme alors que celui-ci prend une coloration davantage mystique et proche des cultes populaires. Un des traits de cette religion de bhakti est l'amour passionné qui rapproche les fidèles de la divinité. Nicole Balbir souligne que « l'aspect érotique est ici symbolique ».
Du reste, son origine est plutôt obscure. Si le Bhagavata Purana met en scène des gopis qui dansent avec Krishna le rāsa līlā (en), une danse à la fois érotique et mystique, il n'y est pas fait mention de Radha,. En revanche, Radha est présente dans le Padma purana, un autre des grands purana, et certaines sectes (par exemple les Nimbarka ou les Vallabhācārya) voient en elle la shakti de Krishna. D'autre part, le mouvement dévotionnel (bhakti) de Caitanya en a fait une déesse, devenue Śrī Rādhā, symbole de l'Amour divin. Mais c'est dans le Gita-Govinda de Jayadeva (xiie siècle) — un récit célèbre des amours du dieu et de sa gopi qui s'inspire du Bhagavata Purana et du Padma purana  — que Krishna et Radha apparaissent comme couple amoureux. Ce texte met clairement en scène l'érotisme de la relation amoureuse, et illustre les principes du Kamasutra, sans doute sous l'influence d'un courant qui voit dans le corps un moyen de prière. 

## Culture populaire

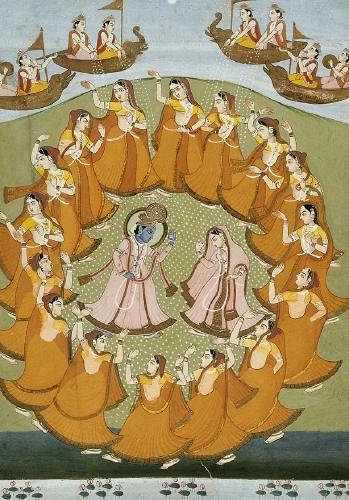
Krishna et Radha dansant le rasa lila. Jaipur, XIXe siècle

Le scénario et les dialogues du film Lagaan (2001) font référence à la relation entre Radha et Krishna[réf. nécessaire], et la comparent à celle des personnages, dans le cadre d'un triangle amoureux entre Bhuvan, Gauri et Elizabeth (cette dernière étant qualifiée de « Radha de Bhuvan » dans la narration finale).